# У широком свијету
У широком свијету је други соло албум хрватског певача Дарка Рундека. Албум садржи 15 песама од којих су хитови Оток, Hiawatha, Ay Carmela… Изашао је 2000. године у издању куће Јабукатон.

## О албуму
Сниман је од маја до октобра 1999. године у Запрешићу, Бедековчини, Двору и Паризу. Песма Hiawatha је настала пред сам распад групе Хаустор, чији је фронтмен био управо Рундек. Оригинални снимак Hiawatha ће се наћи на албуму Довитљиви мали чудаци који је издат тек 2017. године. 
У оквиру реиздања претходног албума, У широком свијету је поновно издат од стране Dancing Bear-а. 
Албум је праћен спотовима за песме Африка и Оток.

## Списак песама
Аутор(и) свих текстова и песама: Дарко Рундек. 
| №   | Назив             | Трајање |  |
| 1.  | Млад              | 4:38    |  |
| 2.  | Hiawatha          | 4:36    |  |
| 3.  | Costarica         | 4:24    |  |
| 4.  | Африка            | 5:20    |  |
| 5.  | Вук               | 5:34    |  |
| 6.  | Успомена          | 4:06    |  |
| 7.  | Загребачка магла  | 5:00    |  |
| 8.  | Оток              | 4:29    |  |
| 9.  | Тајга             | 1:55    |  |
| 10. | Љубав се не тржи  | 3:16    |  |
| 11. | Дивља             | 4:37    |  |
| 12. | Ay Carmela        | 3:48    |  |
| 13. | Зумбул            | 2:41    |  |
| 14. | У широком свијету | 3:14    |  |
| 15. | Весела            | 4:11    |  |

## Пријем
Портал muzika.hr је писао да је албум има слојевити кантауторски приступ, мирније атмосфере, захтевне текстове и асоцијацију уз шарену звучну кулису.

## Наслеђе
Насловна нумера се нашла на осмом месту на листи од 15 најбољих песама о емиграцији коју је саставио Balkanrock.

## Плагијати
- Оток-Island in the Sun (Хари Белафонте)[10]
- Ay Carmela[11]

## Занимљивости
Са овим албумом је Рундек први пут после рата одржао концерт у Београду. На том концерту се скинуо у топлес.